# 卡氏絲鰭花鮨
卡氏絲鰭花鮨，為輻鰭魚綱鱸形目鱸亞目鮨科的其中一種，廣泛分布於西印度洋，東至馬爾地夫；南至南非海域，棲息深度4-30公尺，體長可達13公分，成群生活在外海礁坡，為底棲性魚類，屬肉食性，生活習性不明。